# 共識動力學
共識動力學（consensus dynamics，agreement dynamics）是結合系统科学及图论的研究領域，其中研究的主要問題之一就是在多智能体系统中的共識問題（agreement problem，consensus problem）。
多智能体系统是指利用多個互相影響的智能設備來達到共同目的的系統。智能設備會形成網路，交換資訊以達到共識，這類系統包括生理系統、基因網絡、大型能源系統以及陸地、空中或太空中的車隊或是機隊。共識問題是非強制性的动力系统，透過互連的拓樸以及各設備的初始條件來控制。
其他的問題包括有集结问题、同步、集群控制、及編隊控制。分佈式約束推理是解決方案範例中的一種。
在研究不同主題的論證時，模擬是很有用的工具，若某論證為爭論提供了額外的真值，可以以此量測。